# Лагодова, Яна
Яна Лагодова (в замужестве — Вудмаскова) (чеш. Jana Lahodová (Vudmasková), 4 июня 1957, Градец-Кралове, Чехословакия — 15 октября 2010) — чехословацкая хоккеистка (хоккей на траве), полевой игрок. Серебряный призёр летних Олимпийских игр 1980 года.

## Биография
Яна Лагодова родилась 4 июня 1957 года в чехословацком городе Градец-Кралове (сейчас в Чехии).
Играла в хоккей на траве за «Славию» из Градца-Кралова, в середине 70-х перешла в «Славию» из Праги.
В 1980 году вошла в состав женской сборной Чехословакии по хоккею на траве на летних Олимпийских играх в Москве и завоевала серебряную медаль. Играла в поле, провела 2 матча, забила 1 мяч в ворота сборной Польши.
По окончании игровой карьеры стала хоккейным судьёй, работала в том числе на международном уровне. Также работала в спортивной школе «Сокол-Кбелы» в Праге с младшими детьми, с которыми в 2010 году выиграла чемпионат Чехии.
Умерла 15 октября 2010 года после тяжёлой продолжительной болезни.